# Bangaragund, Muddebihal
Bangaragund là một làng thuộc tehsil Muddebihal, huyện Bijapur, bang Karnataka, Ấn Độ.